# Český Těšín
Český Těšín (/ˈtʃɛskiː ˈcɛʃiːn/, en polonais : Czeski Cieszyn, en allemand : Tschechisch-Teschen) est une ville du district de Karviná, dans la région de Moravie-Silésie, en République tchèque. Sa population s'élevait à 23 282 habitants en 2024.

## Géographie
Český Těšín se trouve à l'Est de la République tchèque, sur la frontière avec la Pologne qui suit ici la rivière Olše (polonais : Olza) qui la sépare de sa jumelle polonaise Cieszyn.

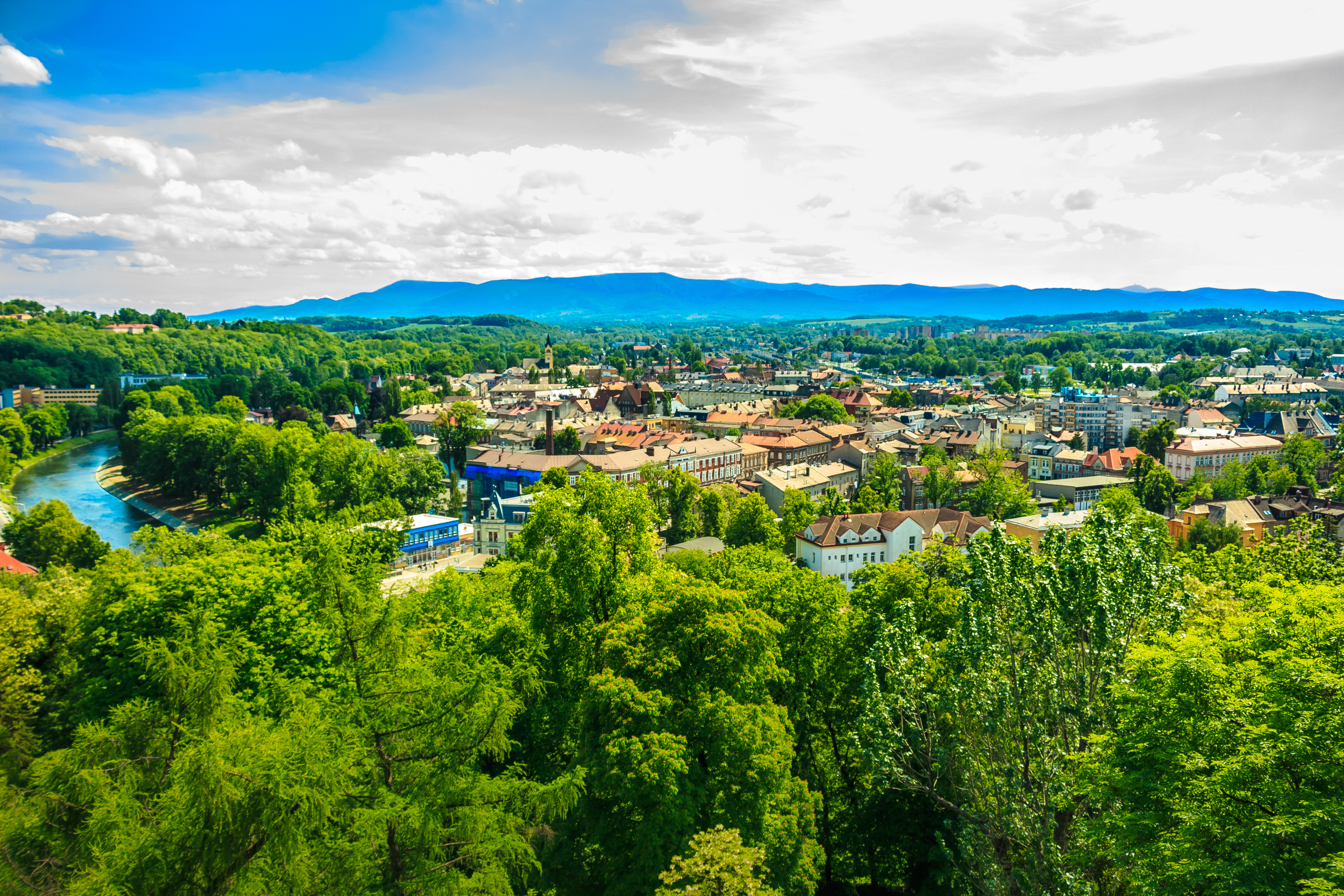
Český Těšín : vue générale.

Český Těšín est située à 14 km au sud-sud-est de Karviná, à 28 km au sud-est d'Ostrava et à 202 km à l'est de Prague.
La commune est limitée par Albrechtice et Chotěbuz au nord, par Cieszyn en Pologne à l'est, par Třinec, Ropice et Vělopolí au sud, et par Třanovice et Těrlicko à l'ouest.

## Histoire
La première mention de la ville date de 1155.
La ville, Teschen en allemand, Těšín en tchèque et Cieszyn en polonais, a une population mixte allemande, polonaise, tchèque et juive, et fait historiquement partie du Duché de Teschen puis de la Silésie autrichienne. La rivière Olza la traverse. En 1849, l'actuelle Český Těšín, au sud de l'Olza, représente 14,9 % du total des habitants de la ville, 24 % en 1880 et 33,4 % en 1910, suivant ainsi le phénomène typique d'expansion urbaine au XIXe siècle.
En 1918, à la dislocation de l'Autriche-Hongrie, les conseillers municipaux locaux, selon leurs appartenances linguistiques, demandent à rejoindre l'Allemagne, la Pologne ou la Tchécoslovaquie. Berlin étant hors-jeu du fait que Teschen se trouve à 22 km des frontières allemandes, Varsovie et Prague négocient mais ne s'accordent pas : la première souhaite intégrer toute la ville, la seconde conteste et, à partir du 23 janvier 1919, fait avancer ses troupes jusqu'à l'Olza.
En 1920, la conférence des ambassadeurs qui fait suite au traité de Saint-Germain pour résoudre le problème du partage de la Silésie entre Allemands et Polonais, décide de partager la ville de Teschen en deux villes jumelles : Těšín en Tchécoslovaquie au sud (rive gauche) de l'Olza et Cieszyn en Pologne au nord (rive droite) de l'Olza. 

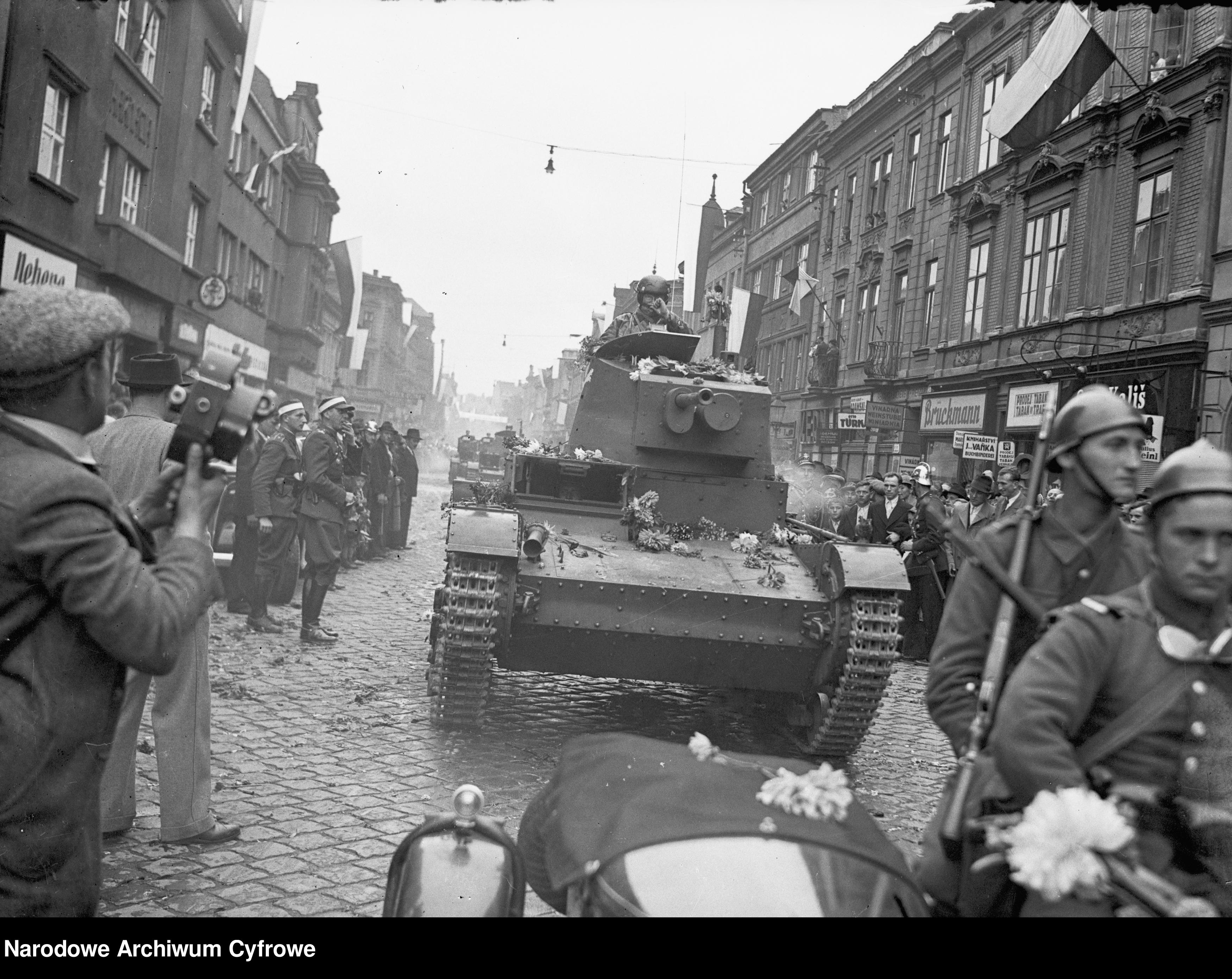
Entrée des troupes polonaises dans la ville en octobre 1938.

La Pologne accepte mais conteste, et, lorsque la Tchécoslovaquie est territorialement diminuée par les accords de Munich en 1938, pose un ultimatum le 30 septembre, accepté par Prague le 1er octobre. Le lendemain, les armées polonaises réunifient Cieszyn, au soulagement des Slaves de la ville et à la déception des Allemands des Sudètes, qui devront attendre onze mois l'invasion de la Pologne par l'Allemagne nazie, pour que la ville soit rattachée au Troisième Reich, dans le cadre du district d'Oppeln. En 1945, le gouvernement communiste polonais reconnaît la frontière sur la rivière Olza, Český Těšín revient à la Tchécoslovaquie et Cieszyn à la Pologne.

## Administration
La commune se compose de sept sections :
- Český Těšín
- Dolní Žukov
- Horní Žukov
- Koňákov
- Mistřovice
- Mosty
- Stanislavice

## Population
Historiquement, à l'instar de la plupart des villes de l'Autriche-Hongrie, Český Těšín est marquée par un fort métissage culturel. Y vit une importante communauté juive (1 500 personnes à Cieszyn et 1 300 personnes à Český Těšín) qui est décimée par la politique raciale du Troisième Reich.
La population allemande de la ville est forcée d'émigrer en 1945 à la suite des décrets Beneš.
Aujourd'hui, la ville compte une forte minorité (16,5 % de la population lors du recensement de 2001) de culture et de langue polonaises. Il n'y a plus de tensions ethniques entre les communautés — si tant est qu'il y en ait jamais eu : les déchirements connus par la ville furent le fait des ambitions territoriales des différents États — et la ville possède un lycée polonais. Le Théâtre de Těšín joue des pièces dans les deux langues comprises par la population de cette ville frontalière. La signalisation routière bilingue utilise les langues tchèque et polonaise.
Recensements (*) ou estimations de la population de la commune dans ses limites actuelles :
| 1869* | 1880* | 1890* | 1900*  | 1910*  | 1921*  |
| ----- | ----- | ----- | ------ | ------ | ------ |
| 5 423 | 7 439 | 8 492 | 10 656 | 13 214 | 14 559 |

| 1930*  | 1950*  | 1961*  | 1970*  | 1980*  | 1991*  |
| ------ | ------ | ------ | ------ | ------ | ------ |
| 17 620 | 17 036 | 18 462 | 18 549 | 22 155 | 27 721 |

| 2001*  | 2011*  | 2015   | 2016   | 2017   | 2018   |
| ------ | ------ | ------ | ------ | ------ | ------ |
| 26 429 | 24 394 | 24 907 | 24 787 | 24 650 | 24 599 |

| 2019   | 2020   | 2021*  | 2022   | 2023   | 2024   |
| ------ | ------ | ------ | ------ | ------ | ------ |
| 24 438 | 24 297 | 23 130 | 23 468 | 23 487 | 23 282 |

## Économie
Située à la frontière polono-tchèque, Český Těšín collabore à plusieurs projets avec sa ville-sœur Cieszyn, située de l'autre côté de la frontière. La ville est également un important centre touristique en raison de sa position dans les montagnes des Beskides silésiennes. La proximité des deux importants centres industriels de Katowice et Ostrava favorise un rapide développement économique et limite le chômage.

## Transports
Par la route, Český Těšín se trouve à 16 km de Karviná, à 36 km d'Ostrava, à 41 km de Bielsko-Biała (Pologne) et à 377 km de Prague.
La ville est desservie par l'autoroute D48 (R48 jusqu'en 2014) Bělotín – Frýdek-Místek – Český Těšín.

## Personnalités
- Ludvík Aškenazy (1921-1986), écrivain
- Jaromír Hanzlík, acteur
- Norbert Heller, pianiste
- Jaromír Nohavica (né en 1953), musicien
- Jiří Třanovský, théologien protestant et poète
- Viktor Ullmann (1898-1944), musicien
- František Vláčil (1904-1999), metteur en scène